# North Lincolnshire
Il North Lincolnshire è un borough e autorità unitaria del Lincolnshire (contea cerimoniale), Inghilterra, Regno Unito, con sede a Scunthorpe.
L'autorità fu creata con il Local Government Act 1972, il 1º aprile, 1974 dalla fusione dei borough di Glanford e Scunthorpe e il sud di Boothferry.

## Località e parrocchie
Le località del distretto includono:
- Alkborough
- Althorpe
- Amcotts
- Appleby
- Barrow Haven
- Barrow upon Humber
- Barnetby-Le-Wold
- Barton on Humber
- Bonby
- Bottesford
- Brigg
- Broughton
- Burringham
- Burton upon Stather
- Cadney
- Coleby
- Crowle
- Croxton
- Dragonby
- Ealand
- East Butterwick
- East Halton
- Eastoft
- Elsham
- Epworth
- Epworth Turbary
- Flixborough
- Fockerby
- Gainsthorpe
- Garden Village
- Garthorpe
- Goxhill
- Gunness
- Hibaldstow
- Howsham
- Keadby
- Kingsforth
- Kirmington
- Kirton in Lindsey
- Manton
- Melton Ross
- Messingham
- Mill Place
- New Holland
- North Killingholme
- Owston Ferry
- Redbourne
- Sandtoft
- Santon
- Saxby All Saints
- Scawby
- Scunthorpe
- South End
- South Killingholme
- Sturton
- Thornton Curtis
- Ulceby
- Ulceby Skitter
- Walcot
- West Butterwick
- West Halton
- Whitton
- Winteringham
- Winterton
- Wootton
- Worlaby
- Wrawby
- Wressle
- Yaddlethorpe

Le parrocchie sono:
- Ashby Parkland
- Alkborough
- Amcotts
- Appleby
- Barnetby le Wold
- Barrow upon Humber
- Barton-upon-Humber
- Belton
- Bonby
- Bottesford
- Brigg
- Broughton
- Burringham
- Burton upon Stather
- Cadney cum Howsham
- Coleby
- Crowle
- Croxton
- East Butterwick
- East Halton
- Eastoft
- Elsham
- Epworth
- Flixborough
- Garthorpe and Fockerby
- Goxhill
- Gunness
- Haxey
- Hibaldstow
- Holme
- Horkstow
- Keadby with Althorpe
- Kirmington
- Kirton in Lindsey
- Luddington and Haldenby
- Manton (North Lincolnshire)
- Melton Ross
- Messingham
- New Holland
- North Killingholme
- Owston Ferry
- Redbourne
- Roxby cum Risby
- Saxby All Saints
- Scawby
- South Ferriby
- South Killingholme
- Thornton Curtis
- Ulceby
- West Butterwick
- West Halton
- Whitton
- Winteringham
- Winterton
- Wootton
- Worlaby
- Wrawby
- Wroot